# 孟加拉國稻米種植
水稻生產，是孟加拉國國民經濟的重要組成部分。

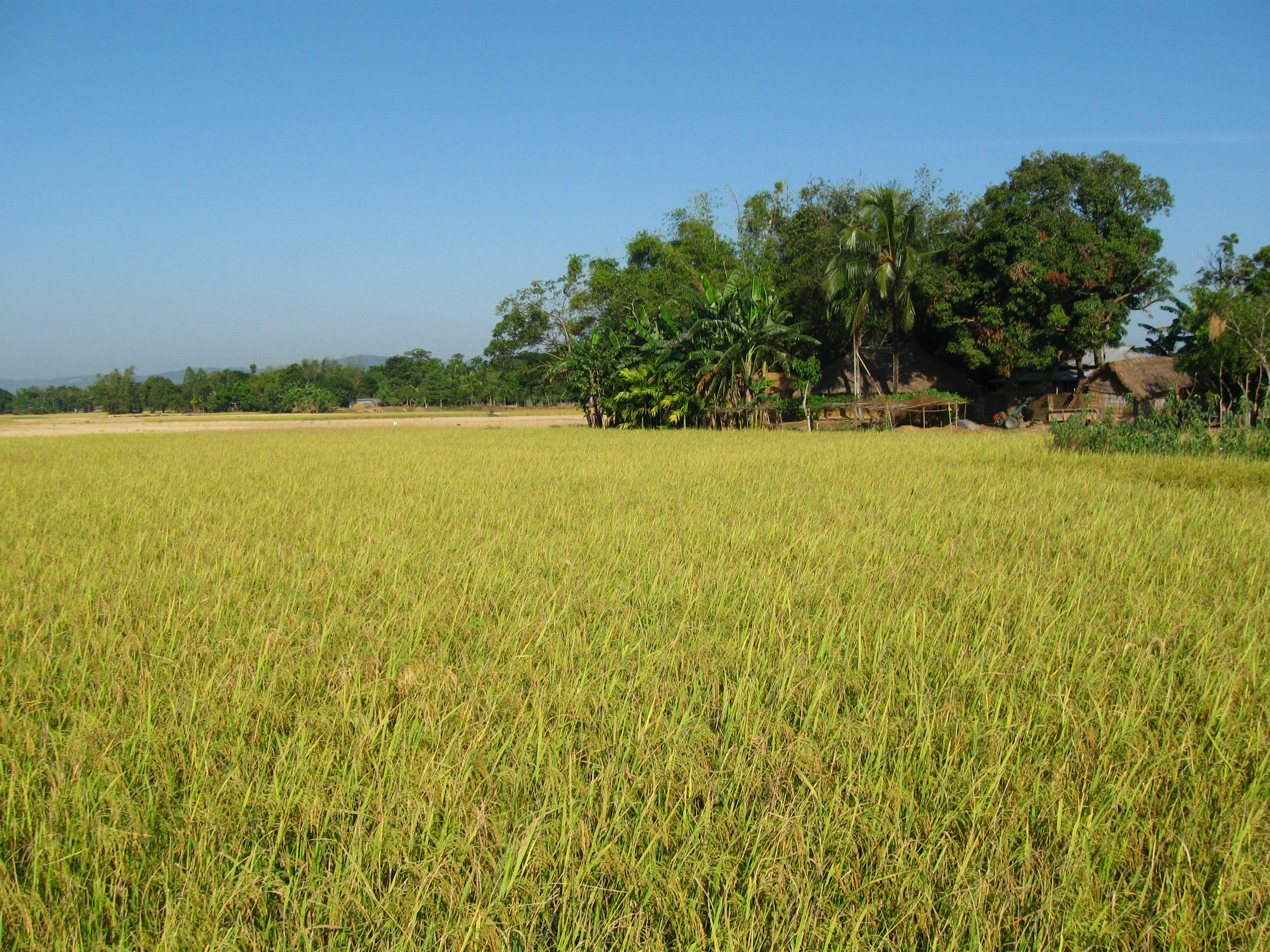
孟加拉国的水稻田

孟加拉國的主要糧食作物是稻米，約佔農業用地的75％（佔國內生產總值的28％）。稻米產量在1980年代（由1980年到1987年）每年都在增加(除1981年)，但年增幅一般不大，幾乎與人口增長保持同步。1986年的糧食產量首次突破1500萬噸.在20世紀80年代中期，孟加拉國是世界第四大稻米生產國，但與馬來西亞和印度尼西亞等其他亞洲國家相比，其生產力較低。孟加拉國目前是世界第六大稻米生產國。高品質稻種，肥料施用和改善灌溉增加了產量，儘管這些投入也提高了生產成本，但主要使富裕的種植者受益。
孟加拉國的水稻種植根據水的供應的變化。最大的收穫是發生在11月和12月，佔年產量的一半以上。一些用於當時收穫的大米通過播種方式在春季播種，在夏季降雨期間成熟，並在秋季收割。產量較高的方法包括在夏季季風期間在特殊的田上開始播種和移植。但更常見的是包括高產矮稈品種。稻米在3月或4月播種，受益於4月和5月的降雨，雨季期間成熟，並在夏季收穫。隨著灌溉使用的增加，人們越來越關注從10月到3月的旱季延伸的另一個水稻種植季節。包括高產品種在內的這種水稻的生產迅速擴大到20世紀80年代中期，當時產量剛剛低於400萬噸。在灌溉是可行的情況下，孟加拉國的田地每年為兩次收穫生產大米是正常的。在豕個水稻種植季節之間，農民將盡一切可能防止土地休耕，如果有水和肥料，他們將種植蔬菜，花生，豆類或油籽。

## 資料來源
"Bangladesh: A Country Study:Rice". Library of Congress, Washington, D.C. September 1988. Retrieved March 21, 2009. 